# Rode Lijn-demonstratie
Rode Lijn-demonstraties zijn wereldwijde protesten tegen de passieve houding van de eigen regering ten aanzien van de Oorlog in Gaza en de vele oorlogsmisdaden die daarbij door Israël gepleegd worden. Kenmerkend is de rode kleding die door een groot deel van de demonstranten gedragen wordt. De eerste Rode Lijn-demonstratie werd in Nederland op 18 mei 2025 gehouden op het Malieveld in Den Haag. Op 15 juni volgde in Den Haag een tweede demonstratie. De Rode Lijn-demonstratie vond spoedig navolging in andere Nederlandse gemeenten en in andere landen wereldwijd.

## Nederland

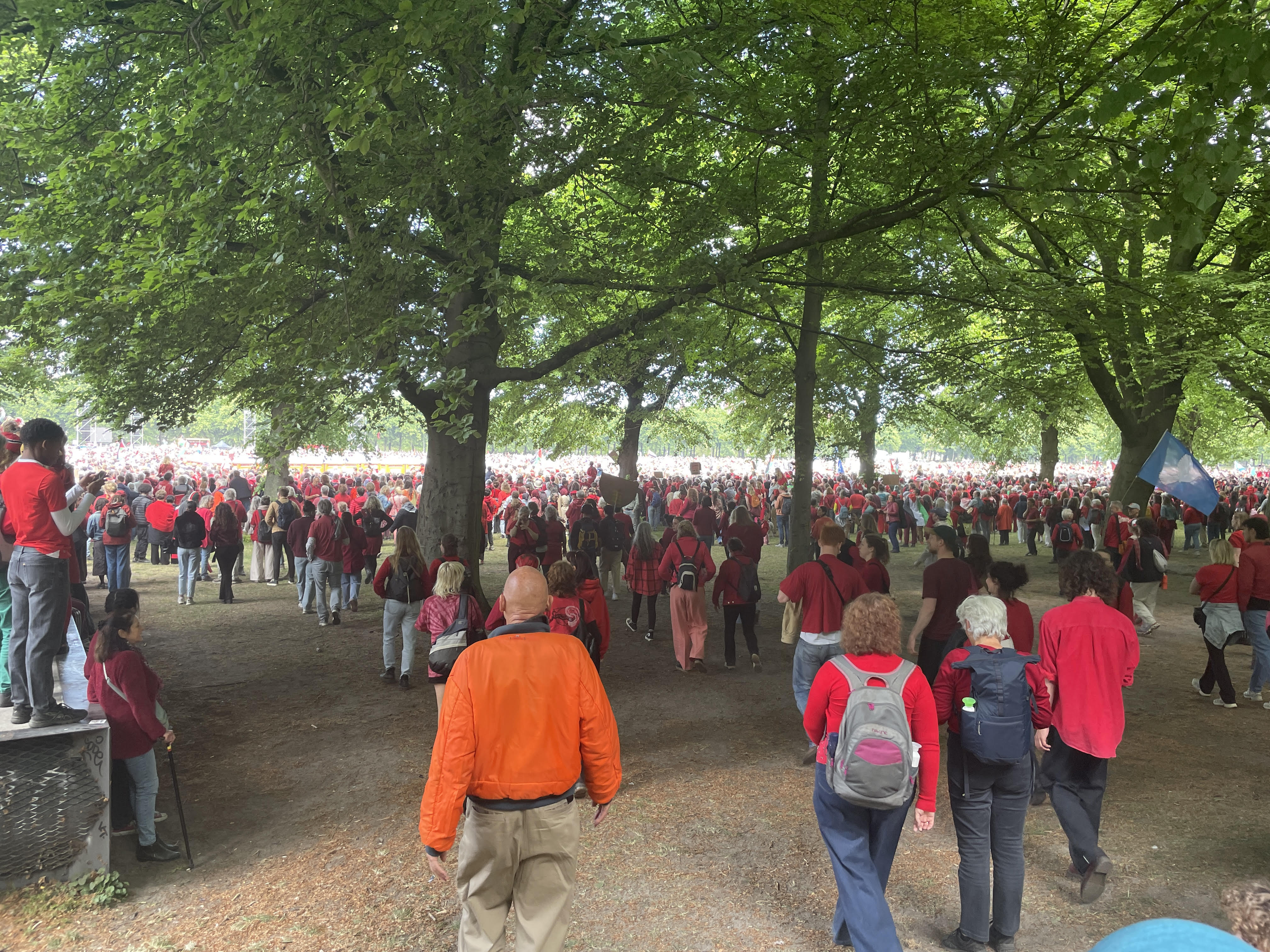
Demonstranten op het Malieveld op 18 mei

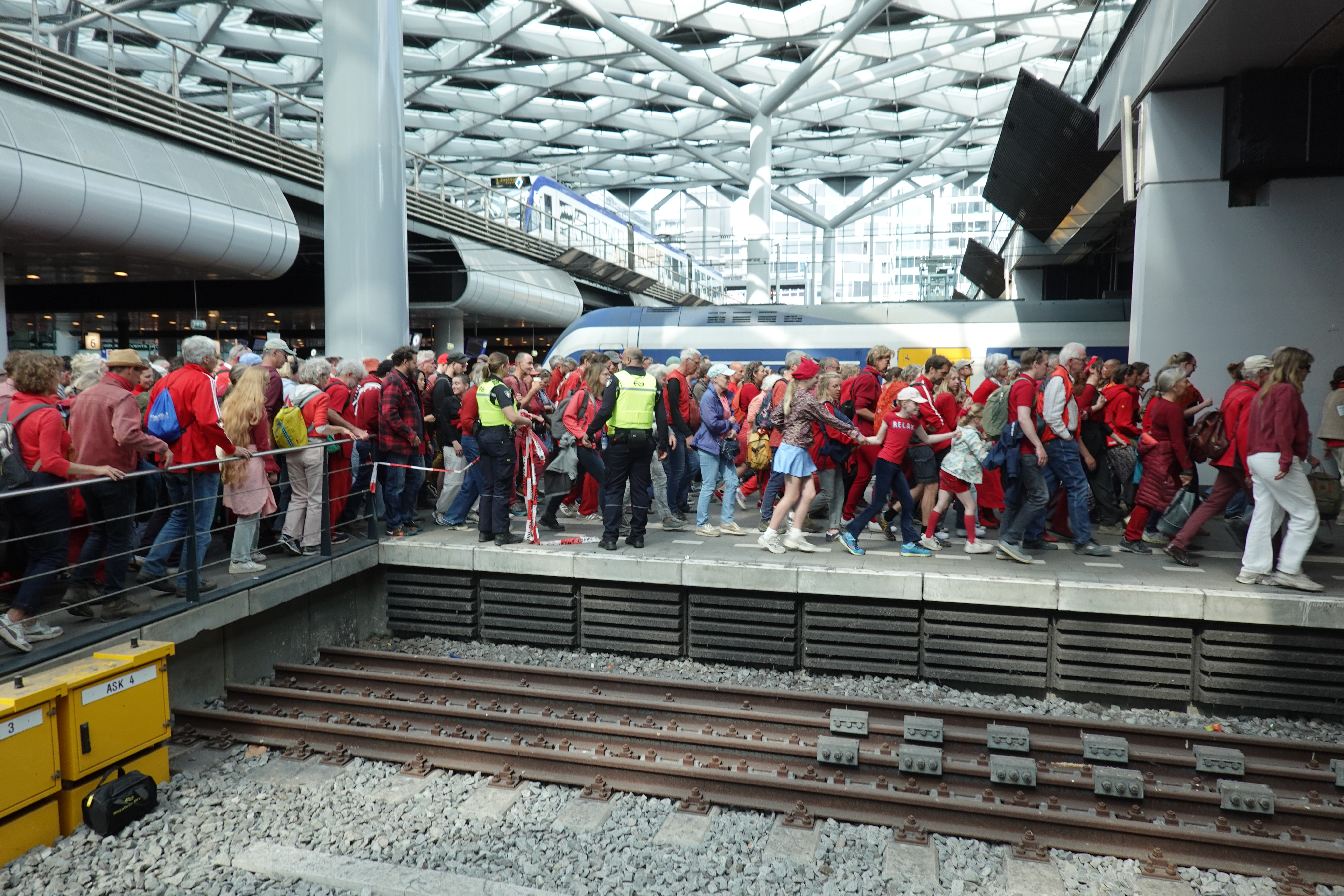
Terugkeer naar de treinen

De eerste twee Rode Lijn-demonstraties in Den Haag waren gericht tegen de positie van het kabinet-Schoof ten aanzien van de Gaza-oorlog. De demonstranten liepen op 18 mei van het Malieveld naar het Vredespaleis, waar het Internationaal Gerechtshof van de Verenigde Naties zit. Het Internationaal Gerechtshof behandelt daar sinds 29 december 2023 een genocide-rechtszaak tegen Israël. De Rode Lijn liep vervolgens via Plein 1813 en over de Lange Vijverberg terug naar het Malieveld. Volgens de organisatie waren er ruim 100.000 demonstranten aanwezig, wat het tot de grootste demonstratie in Nederland in ruim twintig jaar maakte. Van tevoren werden er door de organisatie 37.000 demonstranten verwacht, die zich bij de organisatie hadden aangemeld.
De demonstratie van 18 mei was georganiseerd door 97 organisaties, waaronder  Amnesty International, Artsen zonder Grenzen, de Nederlandse Vereniging van Journalisten, Oxfam Novib, Pax, Save the Children, The Rights Forum en de Vakbond FNV. Ook diverse Joodse organisaties deden mee. Dit collectief van bedrijven, maatschappelijke en culturele organisaties vormde een brede afspiegeling van de samenleving.
Op 15 juni werd er in Den Haag opnieuw een Rode Lijn-demonstratie gehouden. Ditmaal was er een nog hogere opkomst. Volgens een systematische telling van de organisatie waren hierbij 150.000 demonstranten aanwezig. Na de tweede demonstratie verklaarde het deelnemende Artsen Zonder Grenzen in een persverklaring: 
De hypocrisie en passiviteit van de Europese Unie en zijn lidstaten hebben toegelaten dat Israël vrij kon doorgaan met zijn afslachting van Palestijnen in Gaza, met totale straffeloosheid".

### Rode kleding
De organisatie had alle demonstranten van tevoren opgeroepen om rode kleding te dragen, om zo samen een eenduidig beeld te vormen en de symbolische Rode Lijn te trekken die het kabinet-Schoof volgens hen niet zelf trok. Amnesty International gaf als reden:
Ondanks Israëls voortdurende schendingen van het oorlogsrecht, trekt onze regering geen rode lijn en weigert deze actie te ondernemen om straffeloosheid en medeplichtigheid te stoppen. Daarmee negeert de regering ook de oproep van een grote meerderheid van Nederlanders. Dat accepteren we niet! Daarom trekken wij samen ‘De Rode Lijn’.

## Vervolg-demonstraties

### NAVO-top
Ter gelegenheid van de NAVO-top in Den Haag op 24 en 25 juni 2025, vonden er op meerdere dagen demonstraties plaats.
Op 22 juni organiseerde een gelegenheidscoalitie een demonstratie onder de naam "De Tegentopcoalitie". De organisatoren waren de Nieuwe Vredesbeweging, ROOD, de Revolutionair Socialistische Partij (RSP), BIJ1 en BDS-Nederland. Het protest was gericht tegen de rol van de NAVO in het conflict. Er waren veel rode vlaggen te zien. De demo viel samen met diverse andere demo's die op dezelfde dag waren georganiseerd.
Op 24 juni organiseerde de nieuwe protestorganisatie Gaza Beach een die-in op het Noorderstrand bij Scheveningen, dat voor de gelegenheid was omgedoopt tot "Gaza Beach". Dit protest was gericht "tegen Westerse medeplichtigheid aan uithongering, etnische zuivering en genocide". De demo was bedoeld om "de verzamelde NAVO-regeringsleiders [op te roepen] dit te stoppen". De demonstranten werden opgeroepen om hun Palestijnse vlag in het zand te planten en rood te dragen voor de 'die-in' en de twee minuten stilte na de taptoeblazer. De actie werd gesteund door Een Ander Joods Geluid.

## Verenigd Koninkrijk
Op 4 juni 2025 vond in het Verenigd Koninkrijk een demontratie plaats onder de leuze "Red line for Palestine". Duizenden demonstranten vormden in rode kleding en met rode banen stof een lijn rond het Britse Parlement met eis voor een wapenembargo  en sancties tegen Israël. Ze eisten ook een officieel onderzoek naar de rol van de Britse regering bij "het faciliteren van de genocide in Gaza". Jeremy Corbyn had een wetsvoorstel voor zo'n onderzoek voorbereid. De regering had bij het Vragenuurtje "Prime Minister’s Questions on Wednesday" officieel ontkend dat er in de Palestijnse gebieden sprake is van genocide. Bij de "High Court" had de premier zijn advocaten de opdracht gegeven te betogen dat "geen genocide heeft plaatsgevonden, noch deze gaande is".